# Federazione pallavolistica del Vietnam
La Federazione vietnamita di pallavolo (eng. Volleyball Federation of Vietnam, VFV) è un'organizzazione fondata per governare la pratica della pallavolo in Vietnam.
Organizza il campionato maschile e femminile, e pone sotto la propria egida la nazionale maschile e femminile.
Ha aderito alla FIVB nel 1961.